# Ronny Dietz
Ronny Dietz (18 de agosto de 1978) es un deportista alemán que compitió en triatlón. Ganó dos medallas de plata en el Campeonato Europeo de Xterra Triatlón en los años 2006 y 2011.

## Palmarés internacional
| Campeonato Europeo | Campeonato Europeo    | Campeonato Europeo | Campeonato Europeo |
| Año                | Lugar                 | Medalla            | Prueba             |
| ------------------ | --------------------- | ------------------ | ------------------ |
| 2006               | Orosei (Italia)       | Medalla de plata   | Individual         |
| 2011               | Olbersdorf (Alemania) | Medalla de plata   | Individual         |